# یزا ماکاس
یزا ماکاس (انگلیسی: Lisa Makas؛ زادهٔ ۱۱ مهٔ ۱۹۹۲) بازیکن فوتبال اهل اتریش است.
از باشگاه‌هایی که در آن بازی کرده‌است می‌توان به باشگاه فوتبال زنان فرایبورگ اشاره کرد.
وی همچنین در تیم‌های ملی فوتبال Austria women's U-19s national football team و زنان اتریش بازی کرده‌است.